# 维尔纳·勒克勒
维尔纳·勒克勒（德語：Werner Loeckle，1916年5月4日—1996年3月20日），德国男子赛艇运动员。他曾代表德国参加1936年夏季奥林匹克运动会赛艇比赛，获得男子八人单桨有舵手铜牌。勒克勒退役后在美因河畔法兰克福做一个妇科医生。